# Alte Sozialdemokratische Partei Deutschlands
Die Alte Sozialistische Partei Sachsens, oftmals auch Alte Sozialdemokratische Partei Sachsens (ASPS) genannt, war eine in der Krise der Weimarer Republik gegründete „rechtssozialdemokratische“ Partei. Sie benannte sich später in Alte Sozialdemokratische Partei Deutschlands (ASPD) um.

## Vorgeschichte – Der „Sachsenstreit“
In der sächsischen SPD bildete sich in den Jahren 1921 bis 1923 ein starker linker, marxistischer Flügel heraus, welcher die Koalitions- und Tolerierungspolitik der Gesamtpartei kritisierte und sich aus zwei Quellen speiste. Zum einen kehrten in Sachsen nach dem Zusammenschluss von SPD und USPD mit Politikern wie Hermann Fleißner oder Richard Lipinski starke Regionalverbände der USPD (mit dem traditionsreichen Organ der SPD-Linken vor 1914, der Leipziger Volkszeitung) zur SPD zurück. Zum anderen entwickelten sich unter den in der SPD verbliebenen Mitgliedern linksoppositionelle Tendenzen, unter diesen Politiker wie Erich Zeigner und vor allem Max Seydewitz.
Am 21. März 1923 wählten die Fraktionen von SPD und KPD im sächsischen Landtag Erich Zeigner (SPD) zum Ministerpräsidenten. Er stand einer Minderheitsregierung vor, der kommunistische Minister nicht angehörten, und stellte sich bewusst und öffentlich gegen die Politik des Reichsvorstandes der SPD. Letzterer war auf eine Abgrenzung zur KPD und auf eine Zusammenarbeit mit den bürgerlichen Parteien bedacht. Am 10. Oktober 1923 trat die KPD mit zwei Ministern in die Regierung Erich Zeigners ein. Am 20. Oktober 1923 rückten auf Weisung des Reichswehrministers Otto Geßler Reichswehrtruppen in Sachsen ein. Am 21. Oktober versuchte die KPD, auf der Chemnitzer Betriebsrätekonferenz eine Mehrheit für die (reichsweite) Ausrufung eines Generalstreiks zu erhalten. In der Meinung, diese sei erreicht, löste der Hamburger Kurier der KPD den Hamburger Aufstand aus. Am 29. des Monats veranlasste Reichspräsident Friedrich Ebert (SPD) die Reichsexekution gegen Sachsen, die Regierung wurde für aufgelöst erklärt und der frühere Ministerpräsident Rudolf Heinze zunächst als Reichskommissar eingesetzt. Nach Protesten der SPD wurde allerdings nach dem Rücktritt von Zeigner am 30. Oktober einen Tag später und auch mit den Stimmen bürgerlicher Parteien Alfred Fellisch zum Ministerpräsidenten gewählt. Er bildete eine rein sozialdemokratische Regierung, das sich auf keine verlässliche Mehrheit im Landtag stützen konnte (Minderheitsregierung).
Am 1. Dezember 1923 fand ein außerordentlicher Parteitag der sächsischen SPD statt. Wegen des Festhaltens der SPD-Reichstagsfraktion und des Parteivorstandes an der Großen Koalition im Reich wurde beiden Organen mit 89 gegen 20 Stimmen das Misstrauen ausgesprochen. Die gewaltsame Beseitigung der Regierung Zeigner verurteilte der Parteitag als Verfassungsbruch. Gleichzeitig plädierte er dafür, dass die sozialdemokratische Minderheitsregierung die Zusammenarbeit mit der KPD suchen sollte. An diesen Beschluss seien die Landesorganisation der Partei und die Landtagsfraktion gebunden und er mache jede Koalitionsbildung von der Zustimmung eines Parteitages abhängig. Nachdem die DDP der sächsischen Regierung das Vertrauen entzogen hatte, kam es zwar zu Verhandlungen mit den Kommunisten, die allerdings Mitte Dezember an deren Forderungen nach Neuwahlen scheiterten.
Am 4. Januar 1924 wurde der bisherige Finanzminister Max Heldt (SPD) zum Ministerpräsidenten des Freistaates Sachsen gewählt. Er regierte das Land in Koalitionen mit DDP, DVP und ab 1927 auch mit Wirtschaftspartei, DNVP und Volksrechtpartei. Der Schritt der Landtagsfraktion in eine Koalition mit den bürgerlichen Parteien wurde vom Parteivorstand in Berlin unterstützt. Allerdings traf dieses Vorgehen in Teilen der sozialdemokratischen Landtagsfraktion auf Widerspruch. 15 Abgeordnete erklärten, dies stehe im Widerspruch zu den Beschlüssen des Parteitages.
Erstmals am 6. Januar 1924 forderte der Landesparteitag der sächsischen SPD mit 77 zu 16 Stimmen Max Heldt auf, die bestehenden Koalitionen aufzulösen und Koalitionsverhandlungen mit der KPD aufzunehmen. Dem verweigerten sich Max Heldt und die Mehrheit der SPD-Landtagsfraktion. In der folgenden Zeit wurde die SPD auf Reichsebene vom so genannten „Sachsenstreit“ belastet und dieser war ein Thema der Reichsparteitage von 1924 und 1925. Auf dem Parteitag von 1924 wurde beschlossen, dass Koalitionsvereinbarungen Sache der Landtagsfraktionen seien. Einer Koalition mit der KPD erteilte er auf absehbare Zeit eine Absage, und die Reichspartei behielt sich das Recht vor, notfalls Beschlüsse der Landesparteien zu suspendieren, bis ein Reichsparteitag darüber entschieden hätte.

## Gründung
Der Konflikt kam erst auf dem sächsischen Landesparteitag der SPD am 25. März 1926 zu einem Abschluss, als Max Heldt und die Mehrheit der SPD-Landtagsfraktion (23 Abgeordnete, darunter Max Müller, Wilhelm Buck, Karl Bethke und Eva Büttner) aus der Partei ausgeschlossen wurden. Am 15. April spaltete sich daraufhin die SPD-Landtagsfraktion. 23 Abgeordnete, unter ihnen Max Heldt, bildeten die »alte sozialdemokratische Fraktion«. 18 Abgeordnete verblieben in der SPD-Fraktion.
Am 6. Juni 1926 gründete Max Heldt die Alte Sozialistische Partei Sachsens, oftmals Alte Sozialdemokratische Partei Sachsens genannt (ASPS). Auf der Gründungsversammlung sprach Wilhelm Buck, der frühere Ministerpräsident des Freistaates, über Wege und Ziele der neuen Partei. Danach sei die Parteigründung ein Akt der Notwehr gewesen und bedeute nicht die Spaltung der Gesamtpartei, da sich die neue Organisation auf Sachsen beschränken wolle und nur so lange bestehen bleiben solle, bis die Konflikte mit der Mutterpartei beigelegt seien. In der Satzung bekannte sich die Organisation zu den Grundsätzen der SPD und zum Heidelberger Programm. Dabei hob sie zunächst die positive Haltung zum Staat und zur konstruktiven Zusammenarbeit mit bürgerlichen Parteien besonders hervor. Anfänglich verfügte die Partei über beträchtlichen Einfluss in einigen Gewerkschaften Sachsens, so in der der Textilarbeiter, und wurde vom Reichsbanner Schwarz-Rot-Gold als republikanische Partei anerkannt. Zum Vorsitzenden wurde Wilhelm Buck gewählt. Später erhob die ASPS aber doch gesamtdeutsche Ansprüche und benannte sich in ASPD um.
Mit dieser war Heldt bis zum 26. Juni 1929 Ministerpräsident des Freistaates Sachsen. Der ASPD schlossen sich zeitweise außerhalb Sachsens Personen aus dem nationalrevolutionären bis völkischen Spektrum wie eine aus dem Hofgeismarer Kreis der Jungsozialisten stammende Gruppe um Ernst Niekisch (welcher von 1926 bis 1928 den Volksstaat, die Tageszeitung der Partei, leitete) und Benedikt Obermayr sowie der wegen der Unterstützung des Kapp-Putsches 1920 aus SPD und ADGB ausgeschlossene August Winnig an. Im gleichen Zuge verabschiedeten Reichsbanner und SAJ Unvereinbarkeitsbeschlüsse mit der ASPD, im Reichstagswahlkampf 1928 ging das Reichsbanner gewaltsam gegen ASPD-Veranstaltungen in Berlin vor. Insgesamt stand die nationalistisch orientierte Partei deutlich rechts von der SPD. Niekisch hielt auf dem ersten Parteitag der Partei im Juli 1927 das programmatische Grundsatzreferat; der Parteitag akzeptierte seine Thesen, wonach die ASPD eine nationale und proletarische Partei sei, welche den Staat bejahe und die Erziehung der Arbeiter zur „Wehrhaftigkeit“ mit dem Ziele des „Kampfes um die deutsche Freiheit“ fordere. Auch warb die Partei um Mitglieder nationalistischer Wehrverbände wie des Stahlhelms, dessen Vorsitzender im Freistaat Braunschweig der ASPD beitrat, und des Jungdeutschen Ordens. Der ASPD gelang es allerdings nicht, sich auf Reichsebene als politische Kraft zu etablieren, zumal das Gros der Mitglieder außerhalb Sachsens um Niekisch die Partei im Sommer 1928 wieder verließ. Am 1. Juli 1932 beschloss die Partei, wieder zur SPD zurückzukehren, einige prominente Mitglieder wie Richard Schapke und Eugen Mossakowsky schlossen sich der NSDAP an.

## Wahlergebnisse

### Reichstag
- 1928 – 0,21 % (0 Mandate, von den 65.775 Stimmen stammten 34.827 aus Sachsen)

### Sächsischer Landtag
- Landtagswahl 1926 – 4,15 % (4 Mandate)
- Landtagswahl 1929 – 1,46 % (2 Mandate)
- Landtagswahl 1930 – 0,74 % (0 Mandate)